# Microcharon
Microcharon är ett släkte av kräftdjur. Microcharon ingår i familjen Microparasellidae.

## Dottertaxa tillMicrocharon, i alfabetisk ordning[1]
- Microcharon acherontis
- Microcharon agripensis
- Microcharon alamiae
- Microcharon anatolicus
- Microcharon angelicae
- Microcharon angelieri
- Microcharon antonellae
- Microcharon apolloniacus
- Microcharon arganoi
- Microcharon boui
- Microcharon boutini
- Microcharon bureschi
- Microcharon coineanae
- Microcharon comasi
- Microcharon doueti
- Microcharon eurydices
- Microcharon galapagoensis
- Microcharon halophilus
- Microcharon harrisi
- Microcharon heimi
- Microcharon hellenae
- Microcharon hercegovinensis
- Microcharon herrerai
- Microcharon hispanicus
- Microcharon juberthiei
- Microcharon karamani
- Microcharon kirghisicus
- Microcharon latus
- Microcharon letiziae
- Microcharon longistylus
- Microcharon luciae
- Microcharon lydicus
- Microcharon major
- Microcharon margalefi
- Microcharon marinus
- Microcharon meijersae
- Microcharon motasi
- Microcharon notenboomi
- Microcharon novariensis
- Microcharon nuragicus
- Microcharon oltenicus
- Microcharon orghidani
- Microcharon orphei
- Microcharon othrys
- Microcharon oubrahimae
- Microcharon ourikensis
- Microcharon phlegethonis
- Microcharon phreaticus
- Microcharon profundalis
- Microcharon raffaellae
- Microcharon reginae
- Microcharon rouchi
- Microcharon sabulum
- Microcharon salvati
- Microcharon silverii
- Microcharon sisyphus
- Microcharon stygius
- Microcharon tantalus
- Microcharon teissieri
- Microcharon thracicus
- Microcharon ullae
- Microcharon zibani